# Enzisweiler (Bad Schussenried)
Enzisweiler ist ein Ortsteil der Stadt Bad Schussenried im Landkreis Biberach in Oberschwaben.
Der Weiler liegt circa zwei Kilometer südöstlich von Bad Schussenried. 

## Geschichte
Enzisweiler wird 1205 erstmals als „Amiciniswilleri“ erwähnt. Der Ort war im Besitz des Klosters Schussenried.